# John von Neumann
John von Neumann (mađarski Margittai Neumann János Lajos) (Budimpešta, Austro-Ugarska, 28. prosinca 1903. – Washington, SAD, 2. veljače 1957.) je bio američki matematičar i polihistor mađarskog porijekla, koji je postigao značajne doprinose širokom spektru disciplina, kao što su kvantna mehanika, funkcionalna analiza, teorija skupova, topologija, ekonomika, računarstvo, numerička analiza, hidrodinamika (eksplozija), statistika i mnoga druga matematička polja, kao jedan od najistaknutijih matematičara u povijesti. Ponajvažnije, von Neumann je bio pionir primjene teorije operatora u kvantnoj mehanici (vidi von Neumannova algebra), član projekta Manhattan te Institute for Advanced Study pri Princetonu (kao jedan od izvorno imenovanih – skupina koju se zajednički referiralo kao "polubogovi"), te suučesnik u stvaranju teorije igara i koncepta staničnog automata. Skupa s Edwardom Tellerom i Stanislawom Ulamom, von Neumann je postavio temelje nuklearne fizike korištene u termonuklearnim reakcijama u hidrogenskoj bombi.
Ključni von Neumannov doprinos u polju računarstva jest objavljen u sad već jako poznatom papiru, First Draft of a Report on the EDVAC, koji opisuje računalnu arhitekturu u kojom su podaci i programska memorija preslikani u isti adresni prostor (tzv. koncept "pohranjenog programa"  – engl. stored-program concept). Ova arhitektura je postala de facto standard i može se sučeliti s tzv. harvardskom arhitekturom, koja ima odvojene memorije za programski kod i podatke na odvojenoj sabirnici. Iako je jednomemorijska arhitektura postala uobičajeno poznata pod nazivom von Neumannova arhitektura kao rezultat von Neumannovog papira, arhitekturu su ustvari sklopovski razvili J. Presper Eckert, John William Mauchly i ostali koji su radili u projektu ENIAC pri Sveučilištu u Pennsylvaniji. Pogrešno ime za arhitekturu je raspravljeno u John W. Mauchly and the Development of the ENIAC Computer  Arhivirana inačica izvorne stranice od 16. travnja 2007. (Wayback Machine), dio online ENIAC muzeja, te u knjizi Roberta Slatera o računalnoj povijesti Portraits in Silicon. Većina kućnih računala, mikroračunala, miniračunala te mainframe računala koriste jednomemorijsku (poznatu i kao von Neumannovu) računalnu arhitekturu.